# Грефенберг
Грефенберг (нем. Gräfenberg) — город в Германии, в земле Бавария.
Подчинён административному округу Верхняя Франкония. Входит в состав района Форххайм. Подчиняется управлению Грефенберг. Население составляет 4037 человек (на 31 декабря 2010 года). Занимает площадь 37,88 км². Официальный код — 09 4 74 132.
В местном замке проживал поэт Вирнт фон Графенберг (XII-XIII века), автор рыцарской поэмы «Вигалуа».

## Население
По оценке на 31 декабря 2015 года население общины Грефенберг составляет 4071 чел. 

| Дата      | 1840 | 1871 | 1900 | 1925 | 1939 | 1950 | 1961 | 1970 | 1987 | 2011 |
| --------- | ---- | ---- | ---- | ---- | ---- | ---- | ---- | ---- | ---- | ---- |
| Население | 2590 | 2670 | 2643 | 2630 | 2564 | 3785 | 3500 | 3748 | 3660 | 4030 |

| Год       | 1960 | 1970 | 1980 | 1990 | 2000 | 2009 | 2010 | 2011 | 2012 | 2013 | 2014 | 2015 |
| --------- | ---- | ---- | ---- | ---- | ---- | ---- | ---- | ---- | ---- | ---- | ---- | ---- |
| Население | 3454 | 3782 | 3693 | 3871 | 4098 | 4049 | 4037 | 4068 | 4062 | 4071 | 4030 | 4071 |